# Numerieke beeldbewerking
Numerieke beeldbewerking is een verzameling methoden en technieken en algoritmen om afbeeldingen te verkrijgen of te verbeteren door gebruik te maken van een digitale computer.
Dit wordt sinds de komst van de digitale camera's algemeen toegepast om de gemaakte foto's te verbeteren, zowel al door in de camera ingebouwde software bij de opname als later bij het afdrukken via een computer, maar de voornaamste technieken waren al veel eerder bekend, onder andere door wetenschappelijke toepassingen en uit de medische beeldvorming, en niet te vergeten uit de filmindustrie, die graag van computers gebruikmaakt om visual effects te creëren, zoals de schijnbaar levensechte dinosaurussen in de film Jurassic Park.

## Weergave van een beeld in digitale vorm
Conceptueel de eenvoudigste methode om een beeld in digitale vorm op te slaan is als een array van pixels (samentrekking van picture elements, beeldelementen). (Er zijn ook andere methoden, bijvoorbeeld gebruikmaken van vectoren.) Een beeld wordt onderverdeeld in een groot maar eindig aantal punten die ieder een kleur en een helderheid krijgen toegekend. Voor een computerscherm is de helderheid meestal impliciet en ontstaat als de resultante van de som van de drie primaire kleuren die het beeldscherm kan weergeven. De kleurwaarden kunnen met verschillende nauwkeurigheid worden gedefinieerd, bijvoorbeeld met acht bits per kleurwaarde, maar ook met 16, 24 of 32 bits. Een plaatje met 3x 8-bit kleurwaarden is wat grover maar neemt uiteraard 4x minder plaats in dan een met 3x 32 bit-kleurwaarden. Omdat een moderne digitale camera (2003) al gauw over 5 miljoen pixels beschikt zijn de resulterende bestanden vaak erg groot, vele megabytes per plaatje. 
Voor de verwerking van grote aantallen van dergelijke beelden worden dan ook vaak parallelle processors gebruikt, waarbij een groot aantal processors tegelijk dezelfde, meestal vrij eenvoudige, bewerking toepast op een aantal pixels tegelijk, een per processor. De rekenkracht van de apparatuur is een limiterende factor voor de resolutie van het te bereiken beeld.

## Medische beeldvormende technieken
In de geneeskunde heeft men vaak in het geheugen van een computer een driedimensionale representatie van (een deel van) het menselijk lichaam, bij fvoorbeeld bij CT-scans en MRI-onderzoek. In het geheugen bevindt zich een driedimensionale array van "voxels" (term naar analogie van "pixel" ontstaan uit volume elements). Hieruit kunnen met numerieke methoden op allerlei manieren plaatjes worden gedestilleerd, waarvan de eenvoudigste wel is het nemen van een doorsnede langs een van de drie orthogonale assen van de array, bijvoorbeeld "Alle elementen waarvan de z-coördinaat 4 is". Door aan de pixels in de resulterende array grijswaarden toe te kennen ontstaat een röntgenfoto-achtige afbeelding van een doorsnee van het menselijk lichaam. Andere methoden zijn projectie, rotatie, drempelwaardefiltering en afbeelding onder kunstmatige lichtval, waardoor het bijvoorbeeld mogelijk wordt het skelet af te beelden alsof dit uit de patiënt is gehaald.